# 泽兰黄酮
泽兰黄酮（也称为5,7,3',4'-四羟基-6-甲氧基黄酮，5,7,3',4'-Tetrahydroxy-6-methoxyflavone）是一种6-羟基木犀草素衍生的O-甲基化黄酮，分子式C16H12O7，存在于泽兰属的 Eupatorium ballotaefolium 中。